# Anii 620 î.Hr.
Milenii: Mileniul al II-lea î.Hr. - Mileniul I î.Hr. - Mileniul I
Secole: Secolul al VIII-lea î.Hr. - Secolul al VII-lea î.Hr. - Secolul al VI-lea î.Hr.
Decenii: Anii 650 î.Hr. Anii 640 î.Hr. Anii 630 î.Hr. Anii 620 î.Hr. Anii 610 î.Hr. Anii 600 î.Hr. Anii 590 î.Hr.
Ani: 629 î.Hr. 628 î.Hr. 627 î.Hr. 626 î.Hr. 625 î.Hr. 624 î.Hr. 623 î.Hr. 622 î.Hr. 621 î.Hr. 620 î.Hr.
Anii 620 î.Hr. - reprezintă perioada 629 î.Hr. - 620 î.Hr.